# Harry Johnston (esploratore)
Henry Hamilton Johnston, detto Harry (Kennington, 1858 – Londra, 1927), è stato un esploratore britannico.
Nel 1883 si recò in Congo per poi raggiungere (1884) il Kilimangiaro. Fu successivamente nominato console in Camerun; tentò invano di unificare i domini africani britannici.